# Watergun

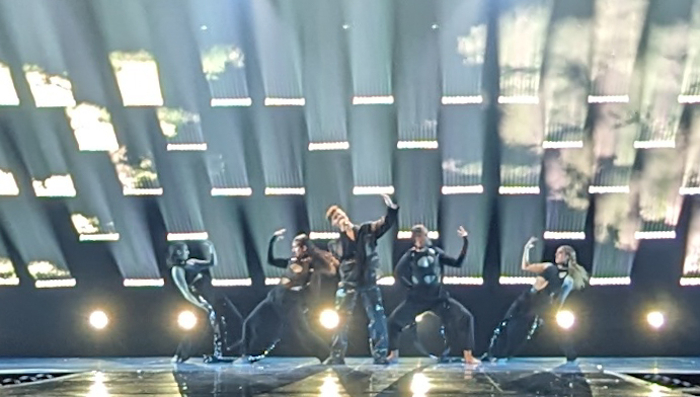
Remo Forrer performt den Song "Watergun" bei der Generalprobe für das Finale des Eurovision Song Contest 2023, das am 12. Mai 2023 in der Liverpool Arena in Liverpool, Vereinigtes Königreich, stattfindet und vertritt die Schweiz

Watergun (englisch für Wasserpistole) ist ein englischsprachiger Popsong, der von Argyle Singh, Ashley Hicklin und Mikołaj Trybulec geschrieben und vom Schweizer Sänger Remo Forrer interpretiert wurde. Das Lied war der Schweizer Beitrag für den Eurovision Song Contest 2023 in Liverpool.

## Hintergrund
Watergun wurde bereits 2021 konzeptualisiert, sodass er nicht vor dem Hintergrund des Ukrainekriegs geschrieben wurde.
Für den Eurovision Song Contest 2023 wurde das Lied intern vom Schweizer Sender SRG SSR ausgewählt.

## Inhaltliches
Im Text setzt sich der Sänger kritisch mit seiner Kindheit auseinander, in der er, wie viele Jungen, Krieg gespielt hat. Als Kind konnte er den Ernst dessen nicht begreifen. Als Erwachsener erkennt er jedoch, dass Krieg kein Spiel ist und viele Männer ihr Leben im Krieg riskieren. Im Refrain wiederholt der Sänger, dass er kein Soldat sein und nicht mit echtem Blut spielen will.
In Interviews sagte Forrer, dass er mit 21 Jahren in dem Alter sei, in dem man in der Schweiz den Wehrdienst absolviert. Gleichzeitig müssten viele Männer in seinem Alter tatsächlich in Kriegen kämpfen. Watergun lässt sich somit als Ruf nach Frieden sehen.

## Veröffentlichung
Das Musikvideo des Liedes wurde am 7. März 2023 auf dem offiziellen YouTube-Kanal des Eurovision Song Contest veröffentlicht. Am gleichen Tag wurde das Lied auch auf verschiedenen digitalen Plattformen veröffentlicht.

## Beim Eurovision Song Contest
Dem Schweizer Beitrag wurde ein Platz im ersten Halbfinale des Eurovision Song Contest 2023 am 9. Mai 2023 zugelost, wo es als achter Beitrag an den Start ging.
Das Lied konnte sich mit 97 Punkten und auf dem 7. Platz für das Finale am 13. Mai 2023 qualifizieren, in welchem es mit der Startnummer 3 aufgeführt wurde. Mit 61 Punkten von der Jury und 31 Punkten von den Zuschauern erreichte Watergun den 20. Platz unter 26 Finalteilnehmern.

## Kommerzieller Erfolg

### Chartplatzierungen
| ChartsChartplatzierungen | Höchstplatzierung | Wochen |
| ------------------------ | ----------------- | ------ |
| Österreich (Ö3)          | 70 (1 Wo.)        | 1      |
| Schweiz (IFPI)           | 2 (9 Wo.)         | 9      |

### Auszeichnungen für Musikverkäufe
| Land/Region    | Auszeichnungen für Musikverkäufe (Land/Region, Auszeichnung, Verkäufe) | Verkäufe |
| -------------- | ---------------------------------------------------------------------- | -------- |
| Schweiz (IFPI) | Platin                                                                 | 20.000   |
| Insgesamt      | 1× Platin ·                                                            | 20.000   |